# Tramway de Maxula-Radès à la mer

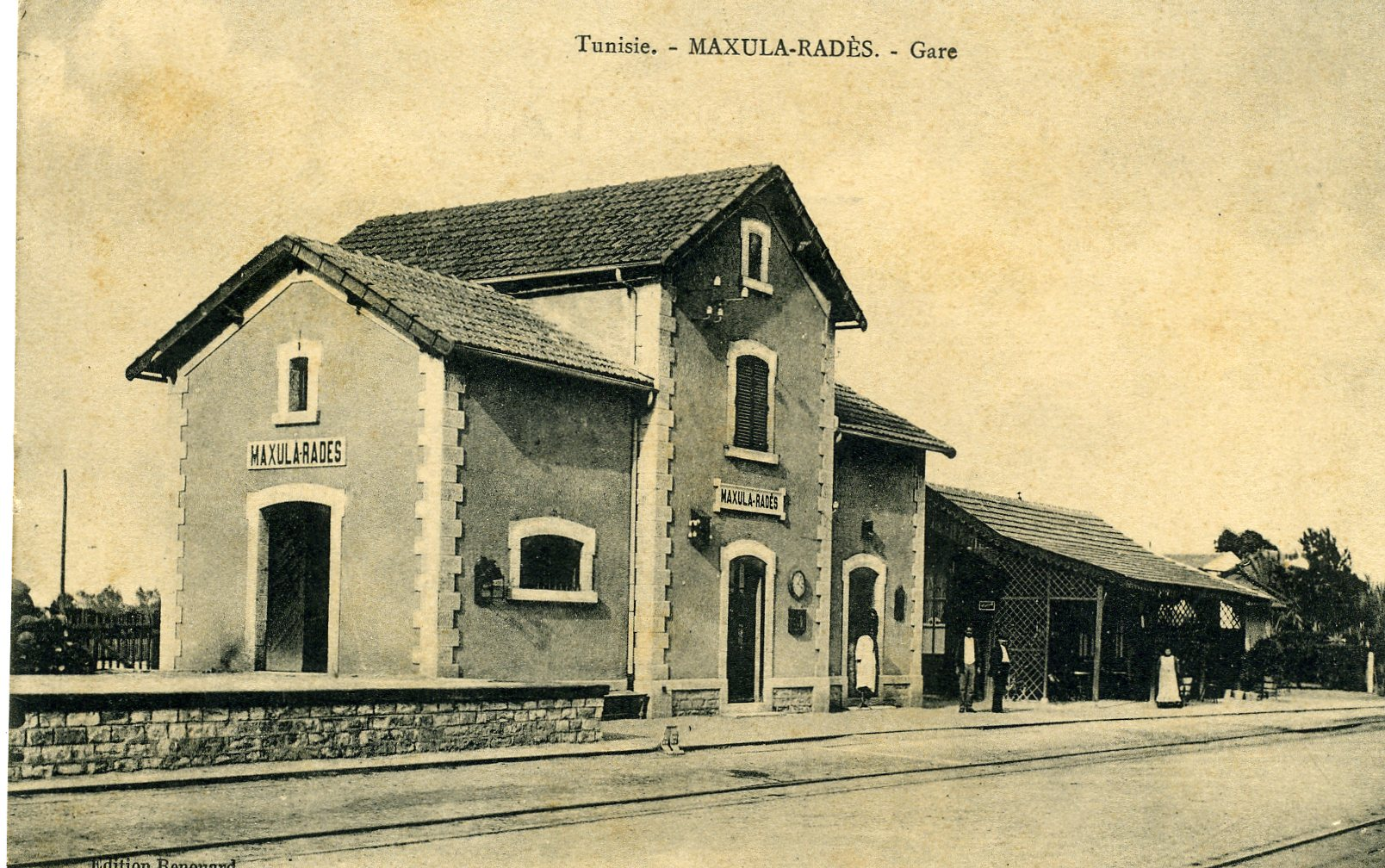
Carte postale montrant la gare de Maxula-Radès.

Le tramway de Maxula-Radès à la mer est une ligne de tramway tunisienne qui a fonctionné entre la gare de Maxula-Radès et la côte méditerranéenne après 1902 et jusqu'aux années 1920. 
Le décret beylical du 7 juillet 1902 approuve la convention passée le 23 juin de la même année entre le directeur des travaux publics et M. Gaudens-Ravotti (industriel et entrepreneur de travaux publics) pour la construction et l'exploitation d'une ligne de tramway ; cette concession lui est attribuée jusqu'au 30 juillet 1932.
La voie est construite à l'écartement de soixante centimètres et la traction animale est utilisée. La ligne emprunte alors le boulevard Massicault et a une longueur de deux kilomètres.